# Chiesa della Natività di Maria (Povoletto)
La chiesa della Natività di Maria si trova a Marsure di Sotto, frazione di Povoletto, in provincia e arcidiocesi di Udine, ed è la cappella gentilizia della Villa Mangilli Schubert.

## Storia

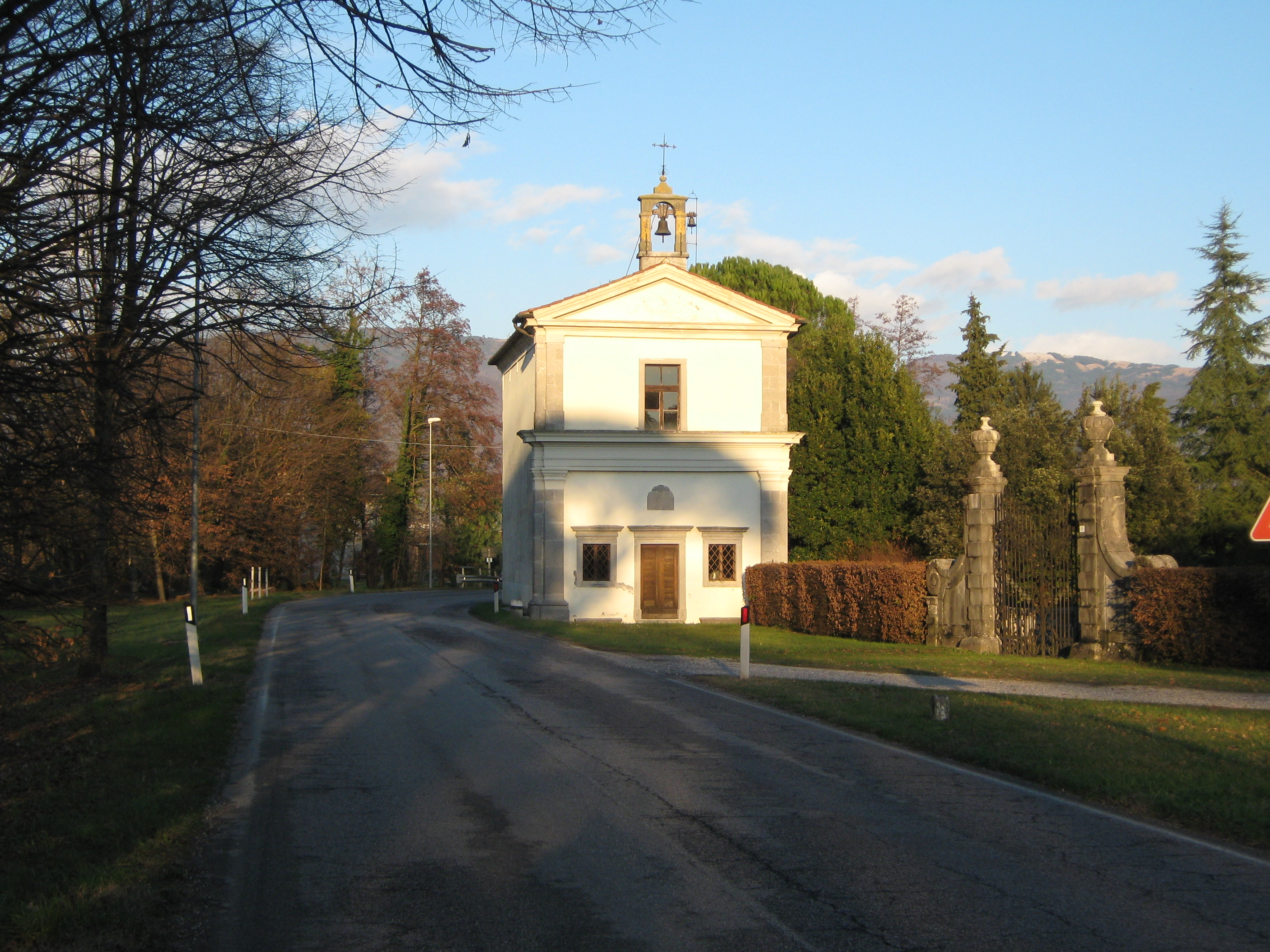
La chiesetta fotografata in tardo autunno-inverno

Intorno alla metà del XVII secolo, la famiglia Mangilli, originaria di Caprino, si stabilì a Marsure di Sotto e, sentendo il bisogno di una cappella prossima alla villa, decisero di costruirne una. 
La chiesetta fu edificata nel 1676, presso il muro di cinta dell'abitazione, e venne dedicata alla Natività di Maria. 
La chiesetta fu poi ampliata nel 1811.

## Descrizione
La facciata della chiesetta presenta delle lesene sui bordi, interrotte a circa metà altezza da una fascia modanata orizzontale. Nella parte superiore della facciata e ai lati del portale d'ingresso si trovano delle finestre rettangolari. 
L'edificio dispone anche di un campaniletto a vela con due campane.
L'interno è ad unica navata. È presente una “Via Crucis”.